# Batalla de la bahía de Hudson
La batalla de la bahía de Hudson fue una batalla naval librada el 5 de septiembre de 1697, en la bahía de Hudson, cerca de York Factory, en Manitoba, Canadá, en los últimos días de la guerra de la Liga de Augsburgo (1688-1697)

## La batalla

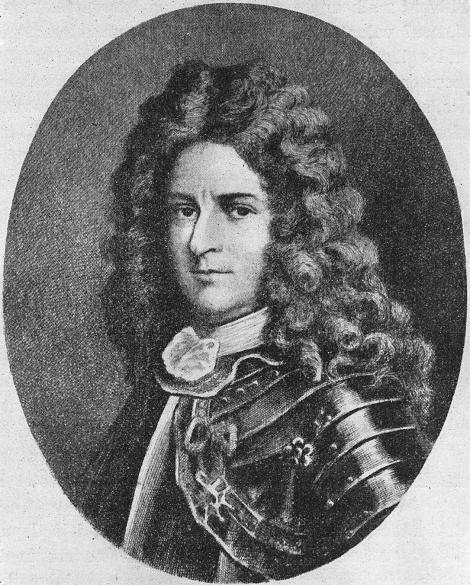
Pierre El Moyne de Iberville

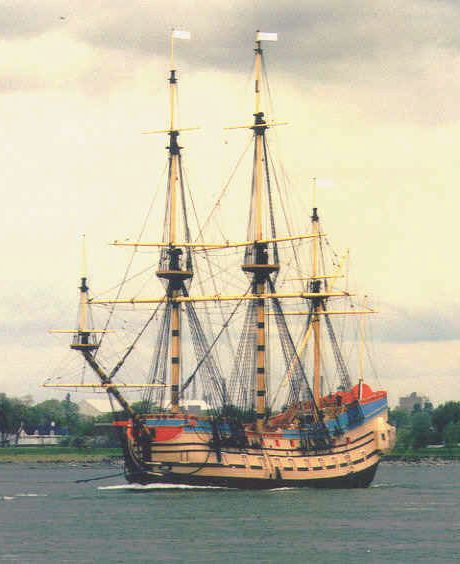
Réplica del Pélican.

En 1696, una expedición francesa mandada por  d'Iberville destruye los establecimientos ingleses situados en las costas de Terranova. Un año más tarde, es el turno de los fuertes de comercio de pieles de la bahía de Hudson de ser atacados por una escuadra de cinco navíos, de nuevo comandada por d'Iberville.
El 5 de septiembre a la mañana, en la desembocadura del río Sainte-Thérèse, llamada hoy Hayes, el Pélican (44 cañones), la nave de d'Iberville, se enfrenta a tres navíos ingleses: el Hampshire (56 cañones, capitán Fletcher), el Dering (36 cañones, capitán Grimmington) y el Hudson-Bay (32 cañones, capitán Edge). El Pelican se encuentra solo al haber perdido, debido a una niebla, el contacto con las cuatro otras naves de la escuadra. D'Iberville cree al principio que las tres naves que se aproximan son las suyas pero se desengaña déchante rápidamente cuando constata que no responden  a sus señales. 
Después más de tres horas de combate y contra todo pronóstico, a tenor de la desproporción de fuerzas, los Ingleses son batidos duramente. Contrariamente a la táctica habitualmente utilizada en la flota francesa, el Pélican no dirige sus andanadas contra la arboladura de los barcos enemigos sino que apunta bajo su línea de flotación, hundiendo el Hampshire. Este último se ha defendido bravamente, aunque curiosamente ha invertido la táctica utilizada por la flota inglesa de disparar contra el casco de la nave y en vez de eso ha disparado contra el velamen del Pélican, y ha causado grandes pérdidas y graves averías en el navío francés. El Pelican se encuentra así totalmente incapaz de lanzarse a la persecución del Dering que huye a toda vela del campo de batalla y tiene que conformarse con la captura del Hudson-Bay, que arría su pabellón, permitiendo a los franceses adueñarse de las ricas mercancías que transporta.
D'Iberville hace construir balsas y desembarca tripulación, prisioneros y mercancías en la costa, mientras que el resto de barcos de su flotilla llegan finalmente al lugar. D'Iberville aborda estas naves, pues al día siguiente una tormenta acaba de destruir los dos navíos dañados que acaban zozobrando.